# Хэнк Хеншоу
Хэнк Хе́ншоу (англ. Hank Henshaw) — суперзлодей вселенной DC Comics. Первоначально появился в комиксах о Супермене, но в последнее время появляется в комиксах о Зелёных Фонарях. Как Хэнк Хеншоу дебютировал в выпуске Adventures of Superman #465 в апреле 1990 года, а позже, в сюжетной линии Reign of the Supermen появился как Киборг-Супермен, выдавая себя за настоящего Супермена, после его смерти. Иногда его называют просто Киборг (не следует путать с членом Юных Титанов Виктором Стоуном, так же носящего псевдоним Киборг), а с апреля 2011 года известен так же как Киборг-Думсдэй.

## Биография персонажа
Хэнк Хеншоу впервые появился в качестве члена экипажа обречённого космического челнока «Экскалибур», принадлежавшего «ЛексКорп». Пародируя происхождение команды супергероев Фантастической четвёрки издательства Marvel, Хэнк и другие трое членов экипажа «Экскалибура» (включая его жену, Терри) подверглись воздействию космического излучения, в результате чего их челнок потерпел крушение. В результате облучения, тела двух членов экипажа были уничтожены. Однако их разумы выжили, и они стали способны сконструировать себе новые тела из чистого космического излучения, частиц земли и челнока (происхождение Человека-факела и Существа, соответственно). Поначалу Хеншоу и его жена никак не страдали от последствий воздействия излучения, и экипаж отправился в Метрополис в надежде воспользоваться возможностями «ЛексКорп», чтобы вылечить изменившихся членов команды. За время короткой битвы с Суперменом член экипажа, состоящий теперь из излучения впал в отчаяние и улетел на солнце. На этот раз тело Хеншоу начало быстро разрушаться, в то время как его жена вошла в фазу альтернативного измерения. С помощью Супермена Хеншоу смог использовать средства «ЛексКорп», чтобы спасти Терри, после чего сразу же умер. Оставшийся член экипажа челнока совершил самоубийство, запершись в камере магнитно-резонансного сканера, чьё магнитное поле разорвало его металлическое тело.
Однако, на самом деле, Хэнк Хеншоу не умер. И хотя его физическое тело распалось, он смог передать своё сознание в главный компьютер «ЛексКорпа». Теперь, способный управлять техникой, Хеншоу предстал перед своей женой в роботизированном теле. Шок из-за несчастного случая с челноком, убийство друзей Супермэном, смерть Хеншоу и его причудливое перерождение — всё это было слишком для Терри и, в конечном счёте, привело её к сумасшествию и смерти. С этого момента электронное сознание Хеншоу начало разрушать системы связи Земли. Используя коммуникационное оборудование НАСА, Хеншоу излучал свой разум в «рождающую матрицу», которая в детстве принесла Супермена с Криптона на Землю. Хеншоу сделал из рождающей матрицы небольшое исследовательское судно и покинул планету.
Какое-то время Хеншоу провёл в путешествиях между планетами, соединяясь с местными формами жизни, чтобы узнать о культуре и истории различных миров. Через какое-то время Хеншоу узнал о том, что Супермэн специально убил его друзей и его самого, а затем увёл его с Земли. Прибыв на планету, где правил владыка-инопланетянин (и враг Супермена) Монгул, Хеншоу узнал о Мире Войны и был принуждён Монгулом служить ему, став частью плана мести Супермену.
Освободившийся от оков мести Хэнк вскоре узнает и о том, что Супермэн умер. Решив начать новую жизнь, Хэнк решает заменить Супермэна, неся справедливость, но вскоре Лига начинает подозревать Хэнка, что тот не является Супермэном, за что Хэншоу отправляет их на Апокалипсис, планету Дарксайда. Спустя некоторое время, Кларк возвращается и у Хэнка с Кларком завязывается битва, где Хэнк погибает, вернее, погибает лишь его тело, а сознание Хэнка переносится в другой компьютер.

### Вмешательство в другие планеты
Позже выяснилось, что Хеншоу решил сначала напасть на Кост-Сити, потому что он и его покойная жена были бывшими жителями. Это было частью попытки стереть его прежнюю жизнь.
Перед изгнанием Думсдэя в космос, Хеншоу установил на монстра устройство, позволяющее ему определять, сбегает ли он когда-либо. После уничтожения своей формы Киборга Супермена, Хеншоу переносит свое сознание в это устройство, поскольку Думсдэй является «самым безопасным местом в галактике» для киборга, чтобы спрятаться. Думсдэй доставлен на борт космического крейсера и, несмотря на отчаянные попытки экипажа выбросить его за борт, убивает команду и после приземления на Апоколипс продолжает грабить планету.
Когда появляется Супермен, его сила теперь усилена «пурпурным криптонитом»; Хеншоу появляется путем перенастройки бронированного апоколиптианского солдата, зверски убитого Думсдеем, в новое тело (которое, судя по всему, имело перезаписанную ДНК криптонианской ДНК, полученную Хеншоу в матрице рождения Супермена, и, таким образом, все еще сохраняет часть Супермена. способностей и по-прежнему выглядит так, как выглядел Киборг-Супермен, за исключением изменения цвета металлических компонентов Киборга) и продолжает осаду планеты вместе с Думсдеем. Киборг успешно захватывает большую часть Апоколипса, но попадает в плен к Лучам Омега Дарксайда во время битвы с Суперменом.

## Силы и способности
После воздействия космического излучения и своей физической смерти Хэнк Хэншоу смог выжить в электронном виде внутри компьютеров. Он способен передавать своё сознание в любой компьютер. Он способен управлять любой электронной технологией на расстоянии.
Механическое тело Хэншоу обладает множеством оружия и инструментов. После изучения матрицы рода Элов (криптонской семьи Супермена) Хэншоу смог построить себе тело, имеющее как биологическую часть, являющуюся клонированным телом Супермена, что даёт ему полный спектр сил криптонцев на Земле, так и механическую часть, построенную по криптонским технологиям (позже по технологиям Апоколипса). Из-за своего криптонского происхождения биологическая и механическая составляющие Хэншоу подвержены воздействию криптонита, магии и излучения красной части спектра.
Также Хэншоу как член корпуса Синестро обладает кварданианским кольцом силы, которое позволяет ему, как и всем прочим членам Корпуса, управлять жёлтой энергией, то есть создавать конструкции из жёлтой твёрдой энергии и защитное поле.
Кроме того, Хэншоу всё ещё обладает властью над энергией после воздействия космической радиации и может атаковать врагов мощными пучками энергии.

## Телесериал
- Хэнк Хеншоу появляется как один из персонажей телесериала CBS «Супергёрл», роль исполняет Дэвид Хэрвуд. В сериале он возглавляет тайный департамент по борьбе с внеземными угрозами, расположенный в Нэйшнл-сити (городе, который защищает Супергёрл). На то, что он, возможно, не является человеком, намекает только периодическое красное свечение глаз. В конце 7-го эпизода «Человек на день» он признаётся, что настоящий Хэнк Хеншоу мёртв, а он — марсианин Дж’онн Дж’онзз, который по комиксам является Марсианским Охотником. Во 2 сезоне появляется настоящий Хэншоу в роли Киборга-Супермена.
- Появляется в мультфильмах «Смерть Супермена» (2018) и «Господство Суперменов» (2019).

## Критика и отзывы
- В 2009 году Киборг-Супермен занял 33 место в списке 100 величайших злодеев комиксов по версии IGN[4].